# Дуру, Дидье
Дидье Дуру — французский самбист, серебряный призёр мемориала Анатолия Харлампиева 1986 года в Москве, чемпион (1991), серебряный (1986) и бронзовый (1984 1987) призёр чемпионатов Европы, чемпион (1986, 1991) и серебряный призёр (1985, 1988) чемпионатов мира, серебряный призёр соревнований по самбо Всемирных игр 1985 года в Лондоне. Выступал в первой средней весовой категории (до 82 кг).